# Furajdis
Furajdis (hebr. פוריידיס; arab. فريديس; pol. Mały Ogród Rajski) – samorząd lokalny położony w dystrykcie Hajfa, w Izraelu.

## Położenie
Leży na południowym krańcu masywu górskiego Karmel, w otoczeniu miasteczek Zichron Ja’akow, moszawów Dor, En Ajjala, Ofer, Bat Szelomo, kibucu Nachszolim, oraz wioski młodzieżowej Me’ir Szefeja.

## Historia
Osada została założona w 1880 roku przez Beduinów z plemienia el-Awarna. Nazwa odnosi się do ogrodu Eden. Jest to jedna z nielicznych ocalałych arabskich wiosek, które ocalały na równinie nadmorskiej podczas wojny domowej w Mandacie Palestyny w 1948 roku. Jej mieszkańcy byli znani z dobrych stosunków z sąsiednimi żydowskimi osadami, których mieszkańcy interweniowali by oszczędzić los swoich sąsiadów. W 1952 roku osada otrzymała status samorządu lokalnego.

## Demografia
Zgodnie z danymi Izraelskiego Centrum Danych Statystycznych w 2008 roku w osadzie żyło 10,7 tys. mieszkańców, wszyscy Arabowie.
Populacja osady pod względem wieku (dane z 2006):
| Wiek (w latach) | Procent populacji |
| --------------- | ----------------- |
| 0-4             | 12,5%             |
| 5-9             | 13,0%             |
| 10-14           | 11,0%             |
| 15-19           | 9,9%              |
| 20-29           | 17,8%             |
| 30-44           | 20,5%             |
| 45-59           | 10,4%             |
| ponad 60        | 5,0%              |

Źródło danych: Central Bureau of Statistics.

## Edukacja i kultura
W miejscowości znajdują się szkoły: Al-Shafa’i, Al-Faruk, New Al-Faruk i Al-Sadik. W miejscowości znajduje się ośrodek kultury, centrum sportowe i boisko do piłki nożnej.

## Gospodarka
Gospodarka miejscowości opiera się na rolnictwie, sadownictwie i uprawach w szklarniach.

## Transport
Wzdłuż zachodniej granicy miejscowości przebiega droga ekspresowa nr 4, a wzdłuż południowej granicy przebiega droga ekspresowa nr 70.

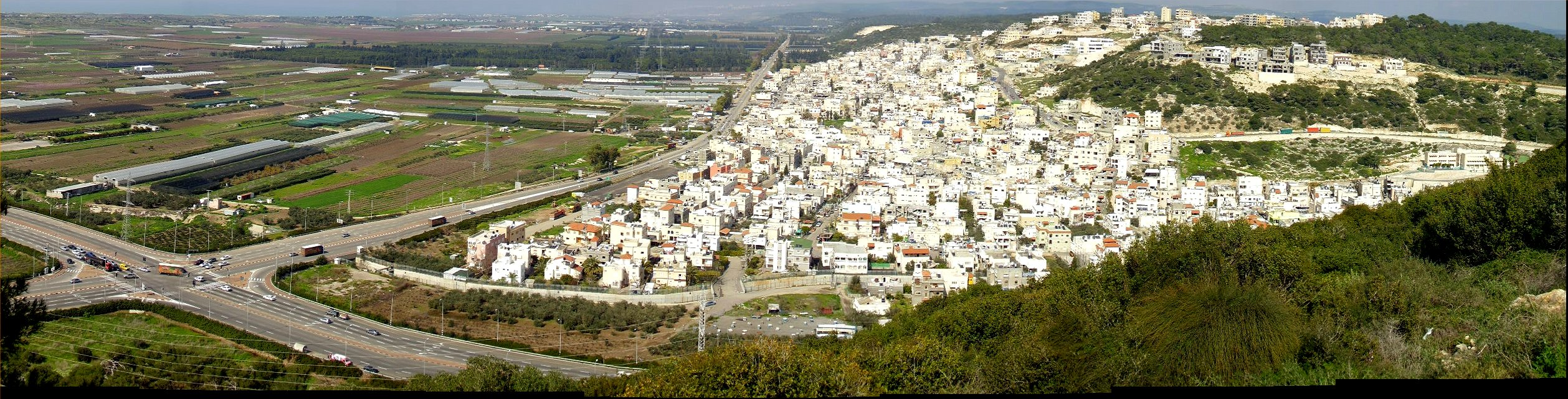
Panorama Furajdis (widoczne skrzyżowanie dróg ekspresowych nr 4 i 70